# Ріжківська сільська рада
| Ріжківська сільська рада — колишній орган місцевого самоврядування у Таращанському районі Київської області з адміністративним центром у с. Ріжки. Водоймища на території, підпорядкованій даній раді: річка Жигалка. Сільській раді підпорядковані населені пункти: - с. Ріжки |

## Склад ради
Рада складається з 15 депутатів та голови.

### Керівний склад ради
| ПІБ                          | Основні відомості                                                                  | Дата обрання | Дата звільнення |
| ---------------------------- | ---------------------------------------------------------------------------------- | ------------ | --------------- |
| Мокляк Олександр Миколайович | Сільський голова, 1971 року народження, освіта, член Соціалістичної партії України | 26.03.2006   | 31.10.2010      |
| Мокляк Олександр Миколайович | Сільський голова, 1971 року народження, освіта                                     | 31.10.2010   |                 |

Примітка: таблиця складена за даними джерела